# Sainte-Foy (Vendeia)
Sainte-Foy é uma comuna francesa na região administrativa da Pays de la Loire, no departamento de Vendéia. Estende-se por uma área de 15,62 km². Em 2010 a comuna tinha 2 360 habitantes (densidade: 151,1 hab./km²).